# Championnats du monde juniors de ski alpin 1985
Navigation
Édition précédente Édition suivante
Les Championnats du monde juniors de ski alpin 1985 sont la quatrième édition des Championnats du monde juniors de ski alpin. Ils se déroulent du 28 février au 3 mars 1985 à Jasná, en Tchécoslovaquie. L'édition comporte huit épreuves : descente, slalom géant, slalom et combiné dans les catégories féminine et masculine. Néanmoins les combinés ne sont pas des courses supplémentaires mais la combinaison des résultats des descentes et des slaloms géants.

## Podiums

### Hommes
| Épreuves | Or                 | Argent             | Bronze          |
| -------- | ------------------ | ------------------ | --------------- |
| Descente | Giorgio Piantanida | Hans-Jörg Tauscher | Patrick Ortlieb |
| Géant    | Robert Zan         | Bernd Stöhrmann    | Johan Hofer     |
| Slalom   | Rainer Salzgeber   | Sašo Robič         | Paul Accola     |
| Combiné  | Rainer Salzgeber   | Paul Accola        | Berni Huber     |

### Femmes
| Épreuves | Or               | Argent           | Bronze             |
| -------- | ---------------- | ---------------- | ------------------ |
| Descente | Astrid Geisler   | Heidi Zurbriggen | Chantal Bournissen |
| Géant    | Anita Wachter    | Heidi Zurbriggen | Katja Lesjak       |
| Slalom   | Anita Wachter    | Heidi Zurbriggen | Chantal Bournissen |
| Géant    | Heidi Zurbriggen | Anita Wachter    | Silvana Erlacher   |

## Tableau des médailles
| Rang | Nation      | Or | Argent | Bronze | Total |
| ---- | ----------- | -- | ------ | ------ | ----- |
| 1    | Autriche    | 5  | 2      | 2      | 9     |
| 2    | Suisse      | 1  | 4      | 3      | 8     |
| 3    | Yougoslavie | 1  | 1      | 1      | 3     |
| 4    | Italie      | 1  | –      | 1      | 2     |
| 5    | Allemagne   | –  | 1      | 1      | 2     |